# Тюлень Росса
Тюлень Росса (Ommatophoca rossii) — вид ластоногих из семейства настоящих тюленей, единственный в роде Ommatophoca. Назван в честь английского исследователя Джеймса Росса.

## Общие сведения
Тюлени Росса значительно мельче остальных антарктических тюленей. Длина тела около 2 метров, масса до 200 кг. Подкожный жировой слой развит очень сильно. Характерна толстая, в складках шея. Животное способно почти полностью втянуть голову, становясь при этом похожим на бочонок. Общая окраска меха тёмно-коричневая, почти чёрная, со свинцовым оттенком, более светлая на боках и брюхе. Продолжительность жизни составляет ориентировочно 20 лет.

## Среда обитания
Тюлень Росса — сравнительно редкий, недостаточно изученный вид. Распространён в труднодоступных районах Антарктики.